# Wels
Wels – miasto statutarne w północnej Austrii, drugie pod względem liczby ludności miasto kraju związkowego Górna Austria, siedziba powiatu Wels-Land do którego jednak nie należy. Leży nad rzeką Traun (dopływ Dunaju), na południowy zachód od Linzu. Liczy 64,4 tys. mieszkańców (1 stycznia 2023).
Rozwinięty jest tutaj przemysł maszynowy (maszyny rolnicze), metalurgiczny, chemiczny, odzieżowy, włókienniczy, spożywczy, ośrodek handlowy (targi rolne), węzeł kolejowy, muzeum. Na północ od miasta wydobywa się gaz ziemny.

## Historia
Osadnictwo na terenie dzisiejszego Wels rozpoczęło się w neolicie. Miasto zyskało na znaczeniu w czasach rzymskich z powodu położenia w centrum prowincji Noricum. Około roku 120 pod nazwą Municipium Ovilava uzyskało rzymskie prawa miejskie. Około roku 215 zostało nazwane przez cesarza Karakallę Colonia Aurelia Antoniana Ovilabis. W tym czasie liczyło już 18 000 mieszkańców, jednak straciło zupełnie znaczenie po upadku Cesarstwa Rzymskiego. Prawa miejskie uzyskało w 1222 roku. W ostatnich latach nastąpił znaczny wzrost populacji (z 41 tys. w 1991 do 57 tys. w 2003).

## Zabytki
- kościół św. Jana Ewangelisty (Hl. Johannes Evangelist) (XII, XIV w.) z cennymi XVI-wiecznymi witrażami
- późnogotycki ratusz przebudowany w 1748 roku
- zabytkowe domy
- pozostałości murów miejskich

## Współpraca
Miejscowości partnerskie:
- Bystrzyca, Rumunia
- Chichigalpa, Nikaragua
- Straubing, Niemcy
- Tabor, Czechy

## Wypadek polskiego autokaru
29 marca 2008 roku na autostradzie A1 w pobliżu miasta doszło do wypadku polskiego autobusu, którym pracownicy Elektrowni Opole jechali na wycieczkę w Alpy. Zginął mężczyzna, 39 osób zostało rannych.